# سيدي داود (بومرداس)
سيدي داود بلدية تابعة إقليميا إلى دائرة بغلية ولاية بومرداس.

## الوديان
يتضمن إقليم هذه البلدية العديد من الوديان منها:
- وادي سيباو
- وادي الأربعاء

## المنشآت
تضم هذه البلدية العديد من المنشآت، منها:
- سد سيدي داود

## مواضيع ذات صلة
- بلديات ولاية بومرداس
- دوائر ولاية بومرداس